# Едгарс Рибаковс
Едгарс Рибаковс (латис. Rybakovs Edgars; народився 5 січня 1991, Вільнюс, Литва) — литовський хокеїст, нападник. Виступає в ризькому Динамо-Юніорс, виступав у складі молодіжної збірної Литви (U-20).